# Todd Okerlund
Todd E. Okerlund (Burnsville, Minnesota, 1964. szeptember 6. –) amerikai profi jégkorongozó.

## Pályafutása
Komolyabb junior karrierjét Minnesota állam középiskolai ligájában kezdte, szülővárosa csapatában, a Burnsville Blaze-ben, 1981-ben. A következő évben is a középiskolai csapatban játszott és az 1982-es NHL-drafton a New York Islanders kiválasztotta a 8. kör 168. helyén. Részt vett az 1984-es U20-as jégkorong-világbajnokságon és hatodikak lettek. Ezután a Minnesotai Egyetemre nyert felvételt, ahol játszott az egyetemi csapatban egészen 1987-ig. 1986. október 18-án egy mérkőzésen súlyos térdsérülést szenvedett, ami kihatott a további pályafutására. Az egyetem után az amerikai férfi jégkorong-válogatottban játszott 40 mérkőzést és részt vett az 1988-as téli olimpián is, ahol hetedikek lettek. 1988. február 29-én leigazolta őt a New York Islanders. Négy mérkőzést játszott a National Hockey League-ben és pont nélkül maradt. Ezután lekerült az American Hockey League-be, a Springfield Indiansba 13 mérkőzésre. A szezon végén visszavonult krónikus térd problémák miatt.

## Díjai
- Burnsville MVP: 1983
- Minnesota Középiskola All-State Első Csapat: 1983
- WCHA All-Star Honorable Mention: 1986
- WCHA All-Academic Csapat: 1986